# Jana Moravcová
Jana Moravcová (geborene Neumannová, * 8. Mai 1937 in Černčice bei Louny; † 12. Juni 2018) war eine tschechische Dichterin, Schriftstellerin und Übersetzerin.

## Leben
Moravcová studierte ab 1955 an der Karls-Universität in Prag Slawistik, war zwei Jahre als Gastdozentin für slawische Sprachen in Kuba tätig. 1967 promovierte sie an der Philosophischen Fakultät der Karls-Universität zum PhDr. Ab 1975 arbeitete sie als stellvertretende Chefredakteurin im Verlag "Československy Spisovatel" in Prag. Sie übersetzte Gedichte aus dem Spanischen und Russischen, begann dann als Lyrikerin zu veröffentlichen, wandte sich nach der Veröffentlichung von vier Gedichtbänden schließlich überwiegend der Prosa zu und schrieb auch eine Reihe von Kinderbüchern.

## Werke
Moravcová veröffentlichte die Erzählungen "Der Klub der Unfehlbaren" (1973, dt. 1980), "Ein Monat herrlichen Irrsinns" (1975), "Stilleben mit Zitadelle" (1978). Außerdem schrieb sie die Romane "Die Geschichte des geheiligten Sees" (1976), "Der steinerne Garten" (1977), "Erzengel Houbeles" (1979) und "Zikaden" (1980). Die Kurzgeschichte Der Fall mit dem Bügeleisen (Ü: Barbara Zulkarnain) erschien in der Anthologie "Ein Prager Sherlock Holmes. Tschechische Humoresken" (Verlag der Nation, Berlin 1984).